# 四氯化钼
四氯化钼 是一种无机化合物 ，实验式 MoCl4。  这个化合物有两种不同的结构，多聚体 ("α") 和六聚体 ("β") 结构， 尽管这两种形式都不溶于任何溶剂而不降解。  在每个多晶型物中，Mo中心为八面体，带有两个末端氯化物配体和四个双桥接配体。 
它可以由五氯化钼 被四氯乙烯还原而成：
2 MoCl5  +  C2Cl4   →  2 MoCl4  +  C2Cl6
四氯化钼的乙腈配合物 ，是一种通用的中间体，可以直接从五氯化钼制备： 
2 MoCl5  +  5 CH3CN   →  2 MoCl4(CH3CN)2  +  ClCH2CN  +  HCl
MeCN 配体还可以被替换：
MoCl4(CH3CN)2  +  2 THF   →  MoCl4(THF)2  +  2 CH3CN